# Livernon
Pour le fromage local, voir Livernon (fromage).
Livernon est une commune française, située dans l'est du département du Lot en région Occitanie.
Elle est également dans le causse de Gramat, le plus vaste et le plus sauvage des quatre causses du Quercy.
Exposée à un climat océanique altéré, elle est drainée par. Incluse dans le parc naturel régional des Causses du Quercy, qui a depuis 2017 le label de géoparc mondial Unesco, la commune possède un patrimoine naturel remarquable composé de quatre zones naturelles d'intérêt écologique, faunistique et floristique.
Livernon est une commune rurale qui compte 720 habitants en 2022, après avoir connu une forte hausse de la population depuis 1968.  Elle fait partie de l'aire d'attraction de Figeac. Ses habitants sont appelés les Livernonais ou  Livernonaises.

## Géographie
Commune située dans le Quercy.

### Communes limitrophes
Les communes limitrophes sont  Assier, Corn, Durbans, Espédaillac, Grèzes, Reyrevignes, Saint-Simon et Sonac.
| Saint-Simon, Durbans | Sonac    | Assier      |
| Espédaillac          | Livernon | Reyrevignes |
|                      | Grèzes   | Corn        |

### Climat
Pour des articles plus généraux, voir Climat de l'Occitanie et Climat du Lot.
En 2010, le climat de la commune est de type climat océanique altéré, selon une étude s'appuyant sur une série de données couvrant la période 1971-2000. En 2020, Météo-France publie une typologie des climats de la France métropolitaine dans laquelle la commune est dans une zone de transition entre le climat océanique altéré et le climat de montagne ou de marges de montagne et est dans la région climatique Ouest et nord-ouest du Massif Central, caractérisée par une pluviométrie annuelle de 900 à 1 500 mm, maximale en automne et en hiver.
Pour la période 1971-2000, la température annuelle moyenne est de 11,8 °C, avec une amplitude thermique annuelle de 15,1 °C. Le cumul annuel moyen de précipitations est de 1 010 mm, avec 11,4 jours de précipitations en janvier et 6,8 jours en juillet. Pour la période 1991-2020, la température moyenne annuelle observée sur la station météorologique la plus proche, située sur la commune de Lunegarde à 13 km à vol d'oiseau, est de 12,6 °C et le cumul annuel moyen de précipitations est de 828,1 mm,. Pour l'avenir, les paramètres climatiques de la commune estimés pour 2050 selon différents scénarios d’émission de gaz à effet de serre sont consultables sur un site dédié publié par Météo-France en novembre 2022.

### Milieux naturels et biodiversité

#### Espaces protégés
La protection réglementaire est le mode d’intervention le plus fort pour préserver des espaces naturels remarquables et leur biodiversité associée,.
La commune fait partie du parc naturel régional des Causses du Quercy, un espace protégé créé en 1999 et d'une superficie de 183 039 ha, qui s'étend sur 102 communes du département du Lot. La cohérence du territoire du Parc s’est fondée sur l’unité géologique d’un même socle de massif karstique, entaillé de profondes vallées. Le périmètre repose sur une unité de paysages autour de la pierre et du bâti (souvent en pierre sèche), de l’empreinte des pelouses sèches et du pastoralisme et de l’omniprésence des patrimoines naturels et culturels,. Ce parc a été classé Géoparc en mai 2017 sous la dénomination « géoparc des causses du Quercy », faisant dès lors partie du réseau mondial des Géoparcs, soutenu par l’UNESCO,.

#### Zones naturelles d'intérêt écologique, faunistique et floristique

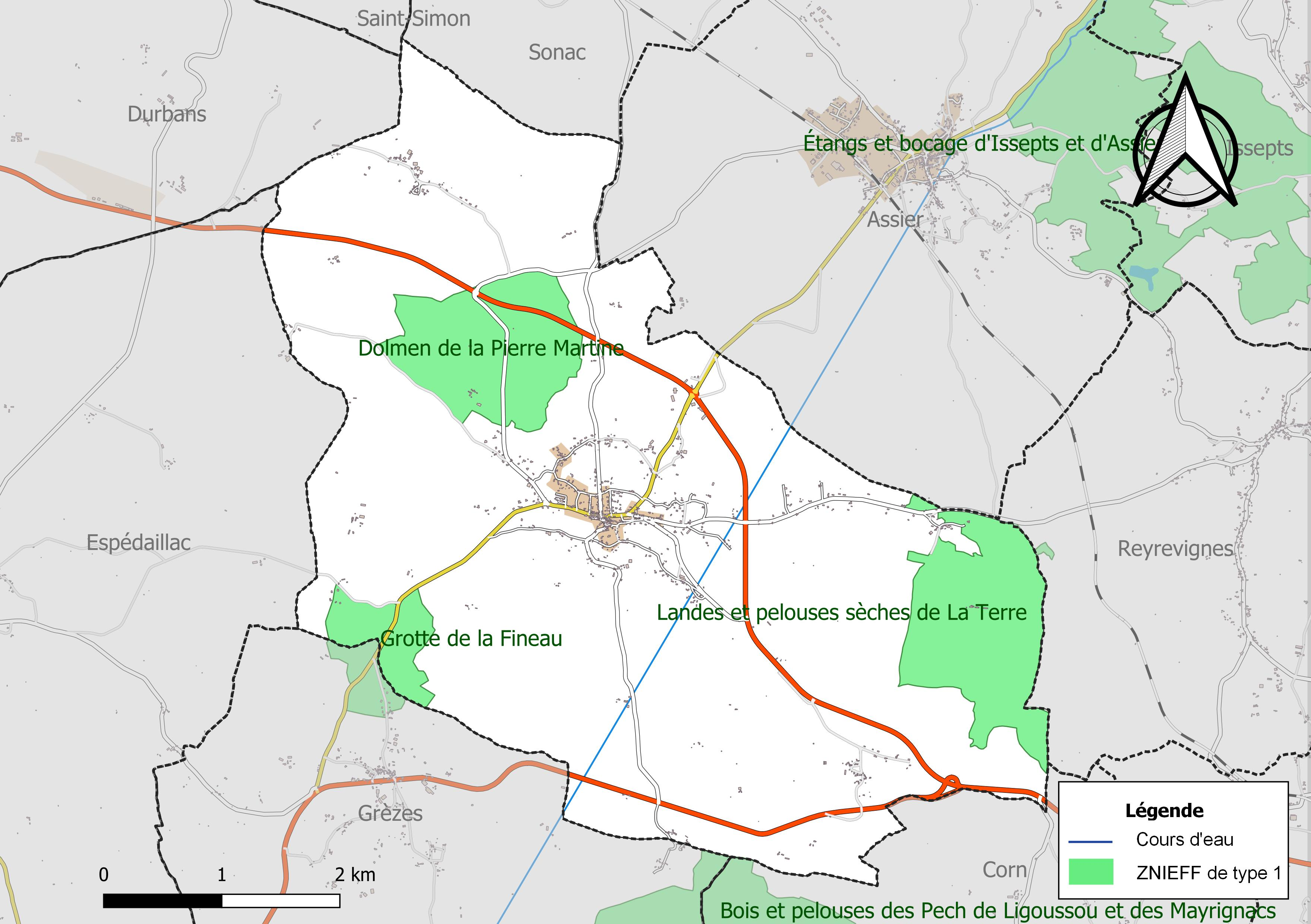
Carte des ZNIEFF de type 1 localisées sur la commune.

L’inventaire des zones naturelles d'intérêt écologique, faunistique et floristique (ZNIEFF) a pour objectif de réaliser une couverture des zones les plus intéressantes sur le plan écologique, essentiellement dans la perspective d’améliorer la connaissance du patrimoine naturel national et de fournir aux différents décideurs un outil d’aide à la prise en compte de l’environnement dans l’aménagement du territoire.
Quatre ZNIEFF de type 1 sont recensées sur la commune :
- les « bois et pelouses des pech de Ligoussou et des Mayrignacs » (789 ha), couvrant 5 communes du département[16] ;
- le « dolmen de la Pierre Martine » (157 ha)[17] ;
- la « grotte de la Fineau » (71 ha), couvrant 2 communes du département[18].
- les « landes et pelouses sèches de la Terre » (179 ha), couvrant 3 communes du département[19] ;

## Urbanisme

### Typologie
Au 1er janvier 2024, Livernon est catégorisée commune rurale à habitat dispersé, selon la nouvelle grille communale de densité à sept niveaux définie par l'Insee en 2022.
Elle est située hors unité urbaine. Par ailleurs la commune fait partie de l'aire d'attraction de Figeac, dont elle est une commune de la couronne,. Cette aire, qui regroupe 59 communes, est catégorisée dans les aires de moins de 50 000 habitants,.

### Occupation des sols
L'occupation des sols de la commune, telle qu'elle ressort de la base de données européenne d’occupation biophysique des sols Corine Land Cover (CLC), est marquée par l'importance des forêts et milieux semi-naturels (65,5 % en 2018), en augmentation par rapport à 1990 (63,2 %). La répartition détaillée en 2018 est la suivante : 
milieux à végétation arbustive et/ou herbacée (46,1 %), zones agricoles hétérogènes (23,9 %), forêts (19,4 %), prairies (9,1 %), zones urbanisées (1,4 %). L'évolution de l’occupation des sols de la commune et de ses infrastructures peut être observée sur les différentes représentations cartographiques du territoire : la carte de Cassini (XVIIIe siècle), la carte d'état-major (1820-1866) et les cartes ou photos aériennes de l'IGN pour la période actuelle (1950 à aujourd'hui).

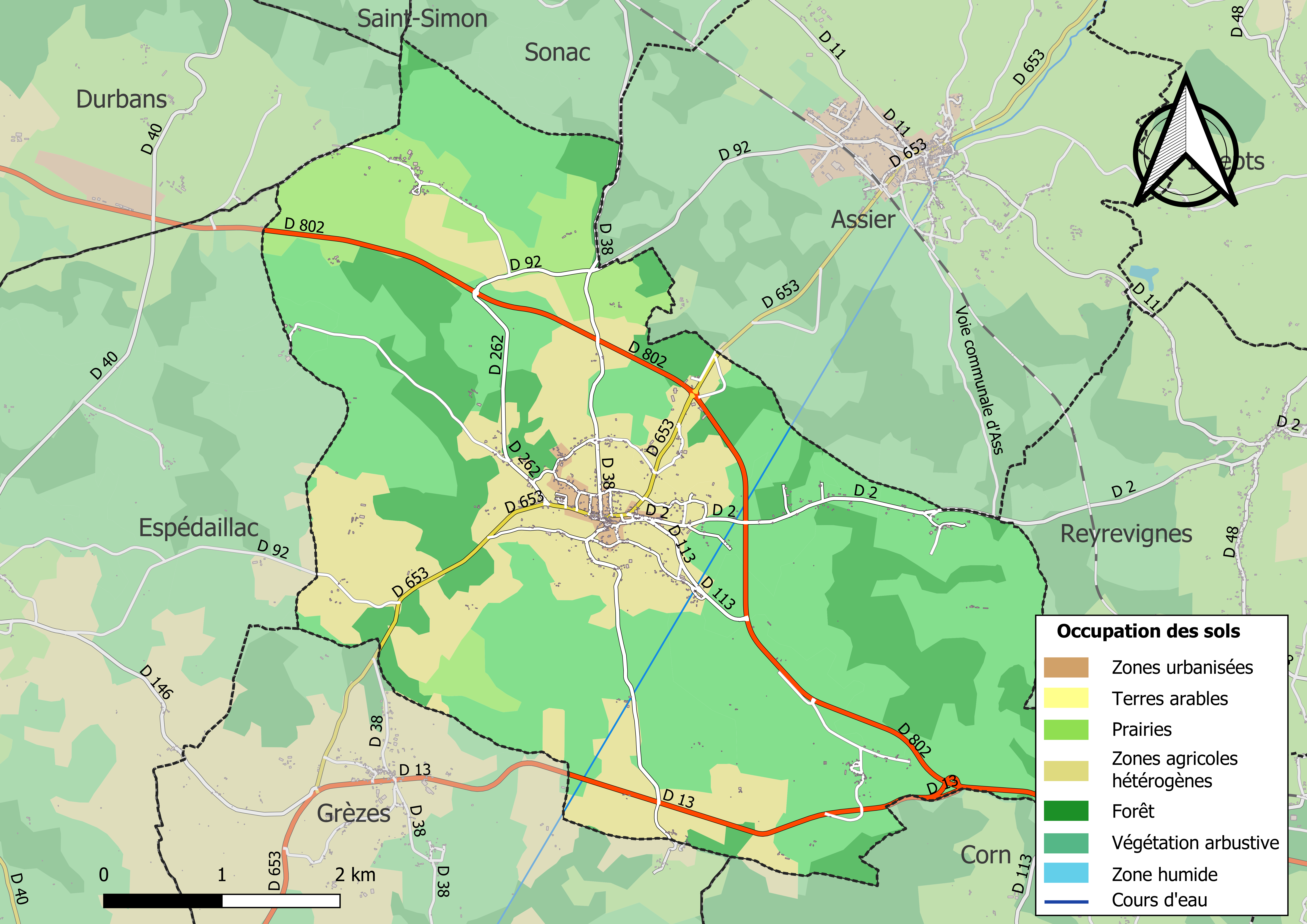
Carte des infrastructures et de l'occupation des sols de la commune en 2018 (CLC).

### Risques majeurs
Le territoire de la commune de Livernon est vulnérable à différents aléas naturels : météorologiques (tempête, orage, neige, grand froid, canicule ou sécheresse), feux de forêts, mouvements de terrains et séisme (sismicité très faible). Il est également exposé à un risque technologique,  le transport de matières dangereuses. Un site publié par le BRGM permet d'évaluer simplement et rapidement les risques d'un bien localisé soit par son adresse soit par le numéro de sa parcelle.

#### Risques naturels
Livernon est exposée au risque de feu de forêt. Un plan départemental de protection des forêts contre les incendies a été approuvé par arrêté préfectoral le 30 novembre 2015 pour la période 2015-2025. Les propriétaires doivent ainsi couper les broussailles, les arbustes et les branches basses sur une profondeur de 50 mètres, aux abords des constructions, chantiers, travaux et installations de toute nature, situées à moins de 200 mètres de terrains en nature
de bois, forêts, plantations, reboisements, landes ou friches. Le brûlage des déchets issus de l’entretien des parcs et jardins des ménages et des collectivités est interdit. L’écobuage est également interdit, ainsi que les feux de type méchouis et barbecues, à l’exception de ceux prévus dans des installations fixes (non situées sous couvert d'arbres) constituant une dépendance d'habitation.

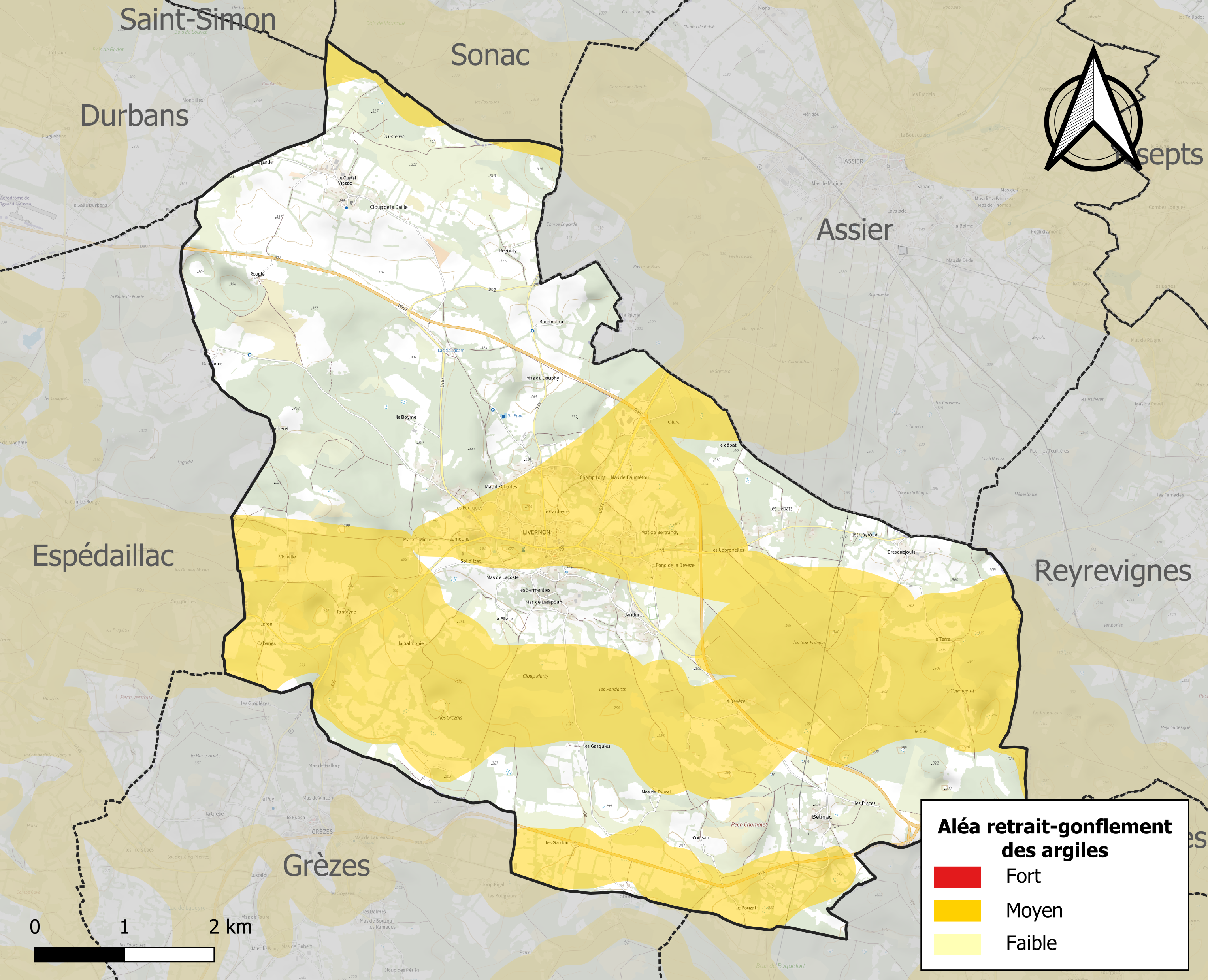
Carte des zones d'aléa retrait-gonflement des sols argileux de Livernon.

Les mouvements de terrains susceptibles de se produire sur la commune sont des affaissements et effondrements liés aux cavités souterraines (hors mines). Par ailleurs, afin de mieux appréhender le risque d’affaissement de terrain, l'inventaire national des cavités souterraines permet de localiser celles situées sur la commune.
Le retrait-gonflement des sols argileux est susceptible d'engendrer des dommages importants aux bâtiments en cas d’alternance de périodes de sécheresse et de pluie. 46,1 % de la superficie communale est en aléa moyen ou fort (67,7 % au niveau départemental et 48,5 % au niveau national). Sur les 360 bâtiments dénombrés sur la commune en 2019, 203 sont en aléa moyen ou fort, soit 56 %, à comparer aux 72 % au niveau départemental et 54 % au niveau national. Une cartographie de l'exposition du territoire national au retrait gonflement des sols argileux est disponible sur le site du BRGM,.
Par ailleurs, afin de mieux appréhender le risque d’affaissement de terrain, l'inventaire national des cavités souterraines permet de localiser celles situées sur la commune.
La commune a été reconnue en état de catastrophe naturelle au titre des dommages causés par les inondations et coulées de boue survenues en 1982 et 1999. Concernant les mouvements de terrains, la commune a été reconnue en état de catastrophe naturelle au titre des dommages causés par des mouvements de terrain en 1999.

#### Risques technologiques
Le risque de transport de matières dangereuses sur la commune est lié à sa traversée par une route à fort trafic. Un accident se produisant sur une telle infrastructure est susceptible d’avoir des effets graves sur les biens, les personnes ou l'environnement, selon la nature du matériau transporté. Des dispositions d’urbanisme peuvent être préconisées en conséquence.

## Toponymie
Le nom Livernon pourrait avoir trois origines possibles :
- le nom l'anthroponyme gallo-romain liberanus et le suffixe -onem[28] ;
- le nom gaulois de l'aulne : verno[29] ;
- l'adjectif occitan qualifiant un lieu exposé au nord : ivernos (d'après Ernest Nègre).

## Histoire
Le pape d'Eugène III mentionne la paroisse de Livernon dans la bulle de 1140. Cette paroisse dépend de l'abbaye de Figeac. Son église Saint-Rémy fut détruite au cours de la guerre de Cent Ans. La chapelle du prieuré des chanoines réguliers de l'ordre de Saint-Augustin dédiée à saint Nanphaise a alors servi d'église paroissiale.

## Politique et administration
| Période                                  | Période  | Identité                | Étiquette | Qualité |
| ---------------------------------------- | -------- | ----------------------- | --------- | ------- |
| 1795                                     | 1831     | Jean Baptiste Thinieres |           |         |
| 1832                                     | 1845     | Antoine Thinieres       |           |         |
| 1846                                     | 1853     | Eugène Vaissie          |           |         |
| 1853                                     | 1858     | Antoine Cassagnes       |           |         |
| 1858                                     | 1865     | Léopold Delpuy          |           |         |
| 1865                                     | 1867     | Eugène Vaissie          |           |         |
| 1867                                     | 1870     | Jean Fraud              |           |         |
| 1870                                     | 1871     | Léopold Delpuy          |           |         |
| 1871                                     | 1872     | Eugène Vaissie          |           |         |
| 1872                                     | 1881     | Jean Fraud              |           |         |
| 1881                                     | 1887     | Jean Hugues Vaissie     |           |         |
| 1887                                     | 1888     | Antoine Pechmalbec      |           |         |
| 1888                                     | 1902     | A. Dellac               |           |         |
| avant 1981                               | ?        | Michel Vigroux          | DVG       |         |
| 2001                                     | En cours | Jacques Coldefy         |           |         |
| Les données manquantes sont à compléter. |          |                         |           |         |

## Démographie
L'évolution du nombre d'habitants est connue à travers les recensements de la population effectués dans la commune depuis 1793. Pour les communes de moins de 10 000 habitants, une enquête de recensement portant sur toute la population est réalisée tous les cinq ans, les populations de référence des années intermédiaires étant quant à elles estimées par interpolation ou extrapolation. Pour la commune, le premier recensement exhaustif entrant dans le cadre du nouveau dispositif a été réalisé en 2005.

En 2022, la commune comptait 720 habitants, en évolution de +5,73 % par rapport à 2016 (Lot : +1,31 %, France hors Mayotte : +2,11 %).
| 1793 | 1800 | 1806 | 1821 | 1831 | 1836 | 1841 | 1846 | 1851 |
| ---- | ---- | ---- | ---- | ---- | ---- | ---- | ---- | ---- |
| 692  | 713  | 693  | 693  | 772  | 829  | 850  | 872  | 884  |

| 1856 | 1861 | 1866 | 1872 | 1876 | 1881 | 1886 | 1891 | 1896 |
| ---- | ---- | ---- | ---- | ---- | ---- | ---- | ---- | ---- |
| 872  | 853  | 820  | 793  | 814  | 781  | 804  | 772  | 772  |

| 1901 | 1906 | 1911 | 1921 | 1926 | 1931 | 1936 | 1946 | 1954 |
| ---- | ---- | ---- | ---- | ---- | ---- | ---- | ---- | ---- |
| 768  | 745  | 746  | 581  | 571  | 539  | 527  | 394  | 383  |

| 1962 | 1968 | 1975 | 1982 | 1990 | 1999 | 2005 | 2006 | 2010 |
| ---- | ---- | ---- | ---- | ---- | ---- | ---- | ---- | ---- |
| 359  | 324  | 342  | 385  | 384  | 465  | 545  | 558  | 633  |

| 2015 | 2020 | 2022 | - | - | - | - | - | - |
| ---- | ---- | ---- | - | - | - | - | - | - |
| 675  | 709  | 720  | - | - | - | - | - | - |

## Économie

### Revenus
En 2018, la commune compte 298 ménages fiscaux, regroupant 674 personnes. La médiane du revenu disponible par unité de consommation est de 21 070 € (20 740 € dans le département).

### Emploi
|                | 2008  | 2013  | 2018  |
| -------------- | ----- | ----- | ----- |
| Commune        | 5,9 % | 8,3 % | 7,2 % |
| Département    | 7,3 % | 8,9 % | 9,6 % |
| France entière | 8,3 % | 10 %  | 10 %  |

En 2018, la population âgée de 15 à 64 ans s'élève à 394 personnes, parmi lesquelles on compte 76 % d'actifs (68,9 % ayant un emploi et 7,2 % de chômeurs) et 24 % d'inactifs,. Depuis 2008, le taux de chômage communal (au sens du recensement) des 15-64 ans est inférieur à celui de la France et du département.
La commune fait partie de la couronne de l'aire d'attraction de Figeac, du fait qu'au moins 15 % des actifs travaillent dans le pôle,. Elle compte 142 emplois en 2018, contre 183 en 2013 et 194 en 2008. Le nombre d'actifs ayant un emploi résidant dans la commune est de 274, soit un indicateur de concentration d'emploi de 51,9 % et un taux d'activité parmi les 15 ans ou plus de 53 %.
Sur ces 274 actifs de 15 ans ou plus ayant un emploi, 79 travaillent dans la commune, soit 29 % des habitants. Pour se rendre au travail, 86,2 % des habitants utilisent un véhicule personnel ou de fonction à quatre roues, 3,2 % s'y rendent en deux-roues, à vélo ou à pied et 10,6 % n'ont pas besoin de transport (travail au domicile).

### Activités hors agriculture

#### Secteurs d'activités
87 établissements sont implantés  à Livernon au 31 décembre 2019. Le tableau ci-dessous en détaille le nombre par secteur d'activité et compare les ratios avec ceux du département,.
| Secteur d'activité                                                                                        | Commune | Commune | Département |
| Secteur d'activité                                                                                        | Nombre  | %       | %           |
| --- | ------- | ------- | ----------- |
| Ensemble                                                                                                  | 87      |         |             |
| Industrie manufacturière, industries extractives et autres                                                | 16      | 18,4 %  | (14 %)      |
| Construction                                                                                              | 19      | 21,8 %  | (13,9 %)    |
| Commerce de gros et de détail, transports, hébergement et restauration                                    | 26      | 29,9 %  | (29,9 %)    |
| Information et communication                                                                              | 1       | 1,1 %   | (1,8 %)     |
| Activités spécialisées, scientifiques et techniques et activités de services administratifs et de soutien | 11      | 12,6 %  | (13,5 %)    |
| Administration publique, enseignement, santé humaine et action sociale                                    | 7       | 8 %     | (12 %)      |
| Autres activités de services                                                                              | 7       | 8 %     | (8,7 %)     |

Le secteur du commerce de gros et de détail, des transports, de l'hébergement et de la restauration est prépondérant sur la commune puisqu'il représente 29,9 % du nombre total d'établissements de la commune (26 sur les 87 entreprises implantées  à Livernon), contre 29,9 % au niveau départemental.

#### Entreprises et commerces
Les cinq entreprises ayant leur siège social sur le territoire communal qui génèrent le plus de chiffre d'affaires en 2020 sont : 
- Societe De Distribution Assieroise Et Cajarcoise Sodiac, commerce de gros (commerce interentreprises) de bois et de matériaux de construction (3 836 k€)
- Livernon Automobiles, entretien et réparation de véhicules automobiles légers (1 121 k€)
- SARL Automobile Lavage System - Als, commerce de gros (commerce interentreprises) de fournitures et équipements industriels divers (224 k€)
- Lot Piscine, fabrication de charpentes et d'autres menuiseries (147 k€)
- Gauthier Diffusion, commerce de détail alimentaire sur éventaires et marchés (45 k€)

### Agriculture
La commune est dans les Causses », une petite région agricole occupant une grande partie centrale du département du Lot. En 2020, l'orientation technico-économique de l'agriculture  sur la commune est l'élevage d'ovins ou de caprins.
|               | 1988  | 2000  | 2010  | 2020  |
| ------------- | ----- | ----- | ----- | ----- |
| Exploitations | 31    | 19    | 20    | 18    |
| SAU (ha)      | 1 494 | 1 630 | 1 110 | 2 484 |

Le nombre d'exploitations agricoles en activité et ayant leur siège dans la commune est passé de 31 lors du recensement agricole de 1988  à 19 en 2000 puis à 20 en 2010 et enfin à 18 en 2020, soit une baisse de 42 % en 32 ans. Le même mouvement est observé à l'échelle du département qui a perdu pendant cette période 60 % de ses exploitations,. La surface agricole utilisée sur la commune est restée relativement stable, passant de 1494 ha en 1988 à 2484 ha en 2020. Parallèlement la surface agricole utilisée moyenne par exploitation a augmenté, passant de 48 à 138 ha.

## Culture locale et patrimoine

### Lieux et monuments
- L'Église Saint-Rémy-et-Saint-Namphaise de Livernon possède un clocher daté du XIIe siècle, sa nef fut agrandie en 1880, son abside fut modifiée avant sa protection au titre des monuments historiques du 9 avril 1910[41]. Plusieurs objets sont référencés dans la base Palissy[41].

Son clocher abrite une cloche portant la date de 1617. Les travaux de restauration de 1998 ont fait apparaître d'anciennes fresques florales. En 2006, sous la direction des bâtiments de France, Gérard Lauret et Sylvie Pontlevy ont fait apparaître et restauré cette fresque en utilisant la technique du "Trattegio".
- Le site archéologique de la Borde
- La caselle de Lacam est un bel exemplaire de ce type de construction rurale typiquement lotois. 44° 39′ 41″ N, 1° 49′ 58″ E
- Dolmen de Cloup Caoud : 44° 38′ 04″ N, 1° 52′ 41″ E
- Dolmen de la Croze appelé aussi Dolmen de Pech Mage : 44° 38′ 00″ N, 1° 52′ 11″ E
- Dolmen de Pech Peyroux : appelé aussi Dolmen du Pouzat  Inscrit MH (1980) Notice no PA00095142 44° 37′ 16″ N, 1° 52′ 12″ E
- Dolmen de Rougié : situé à proximité de la Pierre-Martine, il est beaucoup plus petit et nettement moins bien mis en valeur.
- Dolmen de la Pierre Martine : par ses dimensions, c'est le plus important dolmen du Quercy.  Classé MH (1889) Notice no PA00095143 44° 39′ 39″ N, 1° 49′ 15″ E
- C'est sur le territoire de Livernon qu'est situé l'aérodrome de Figeac-Livernon (LFCF).

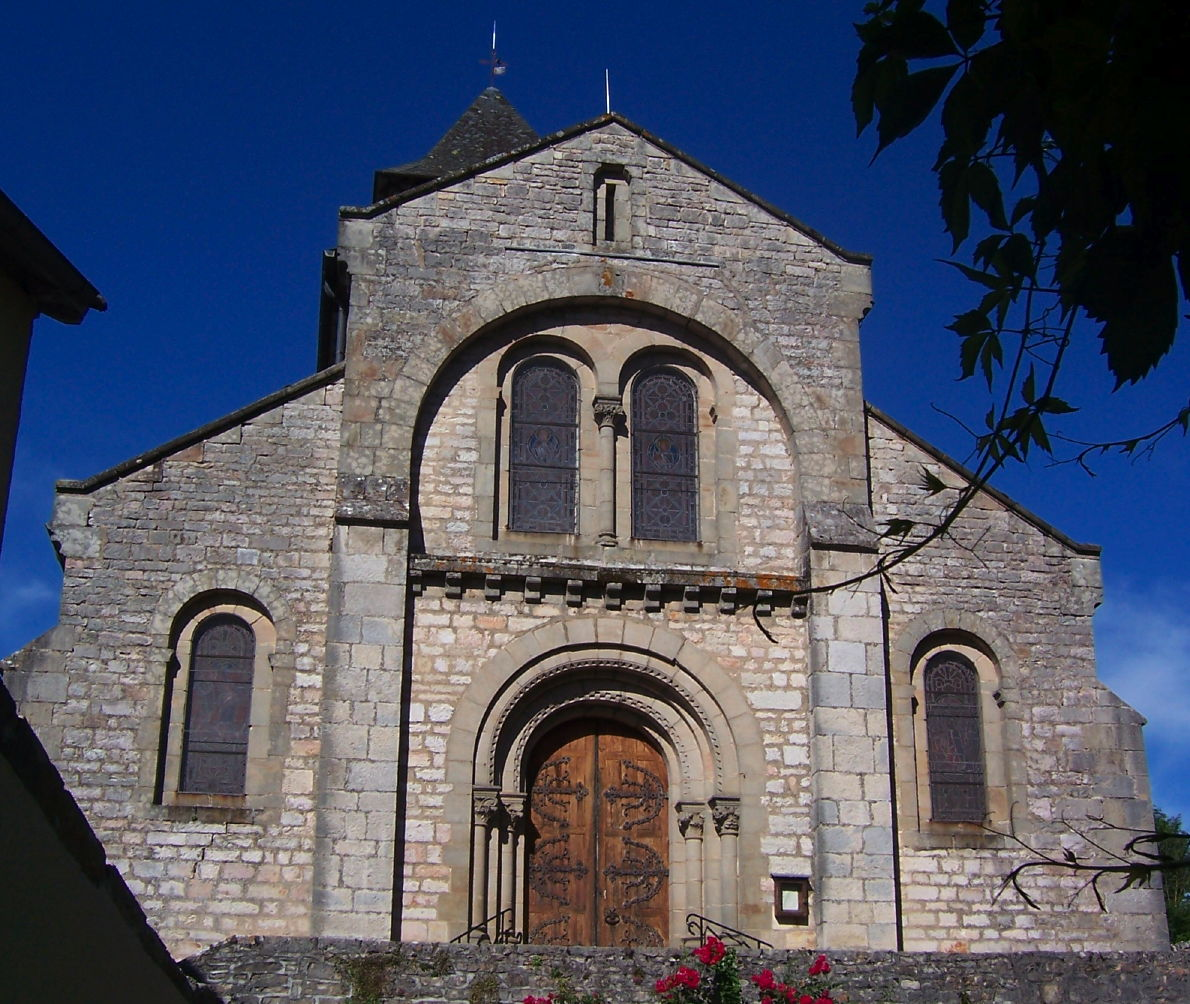
L'église Saint-Rémy-et-Saint-Namphaise.
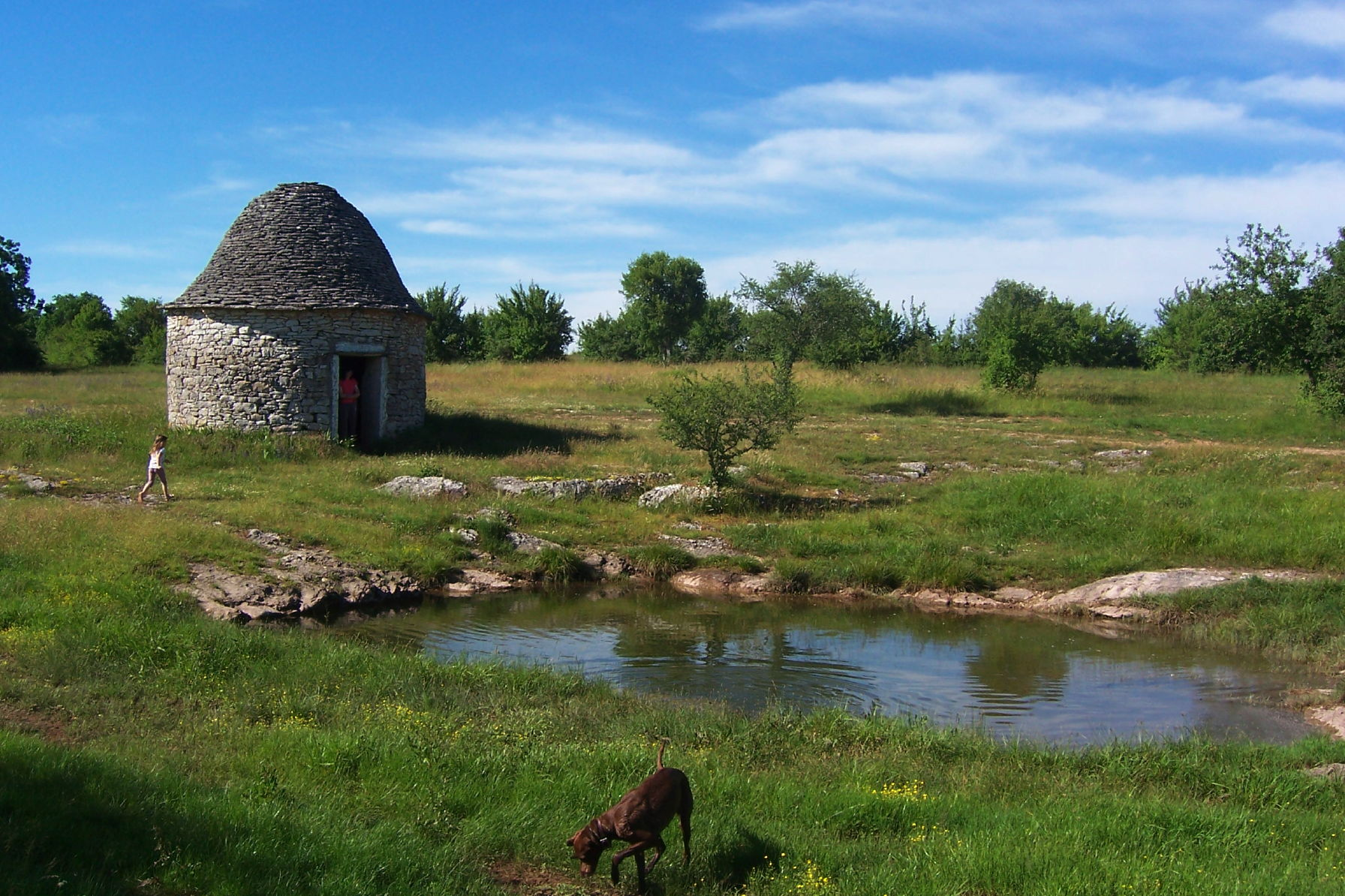
La cazelle de Lacam.
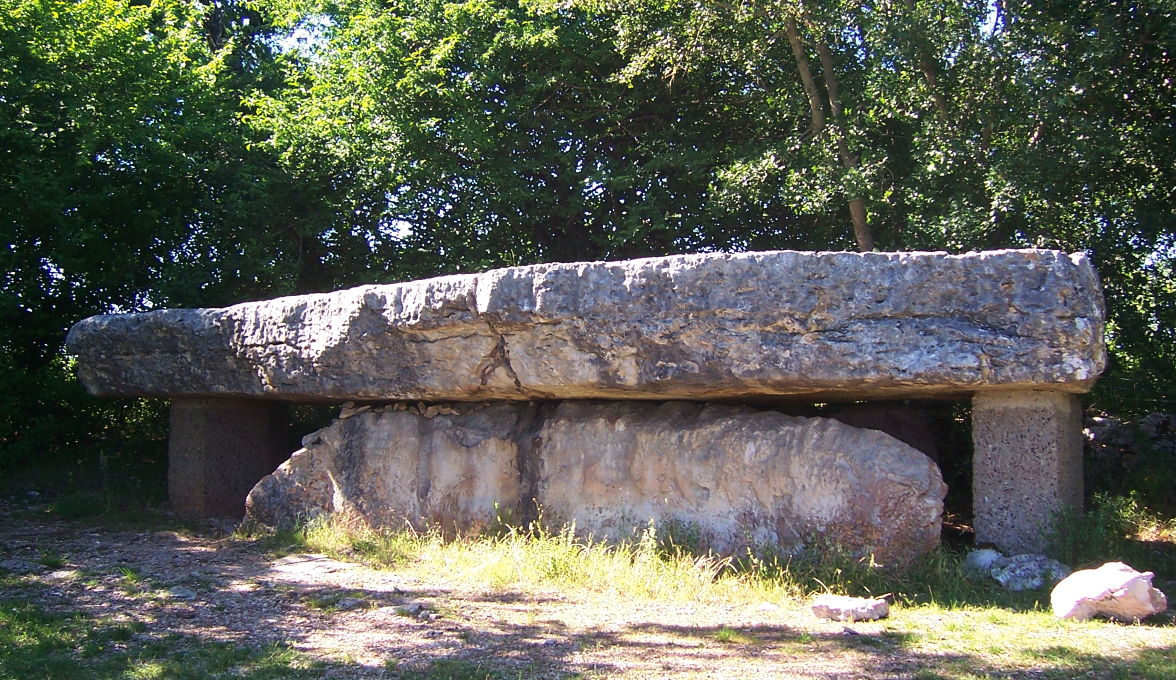
Le dolmen de la Pierre Martine.
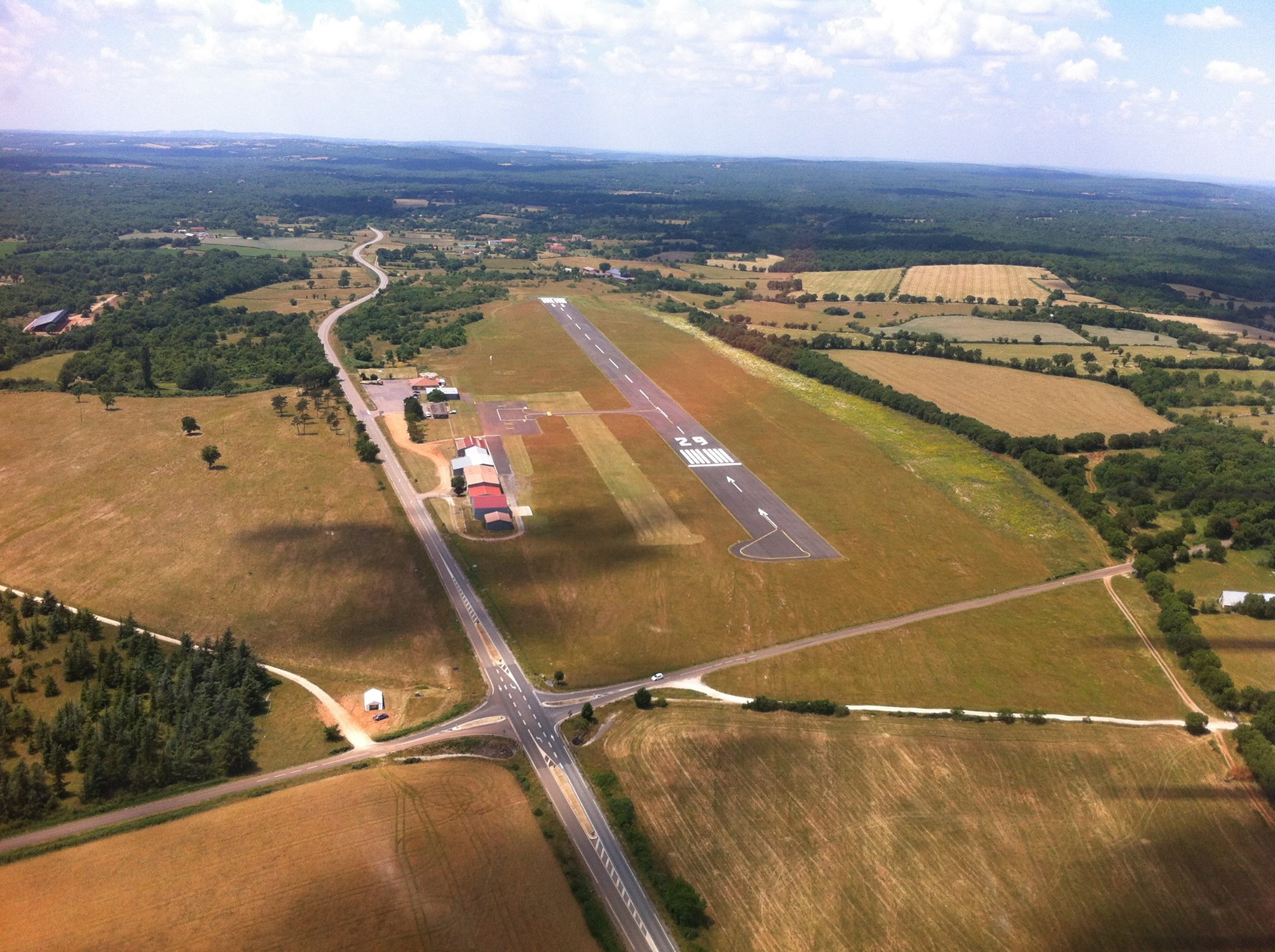
L'aérodrome de Figeac-Livernon.

### Menhir de Bélinac
Classé MH (1978)Notice no PA00095146

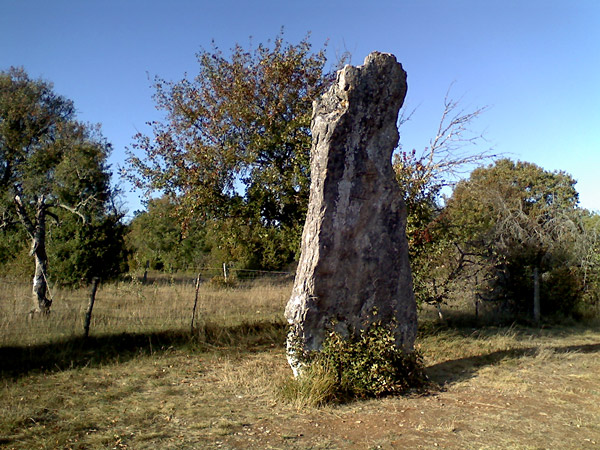
Le menhir de Bélinac.

Le menhir de Bélinac se dresse à deux kilomètres au sud-est de Livernon, entouré de dolines. 44° 38′ 07″ N, 1° 51′ 32″ E  C'est le plus grand menhir du Lot. Ce menhir, l'un des rares subsistant actuellement dans le Quercy, tient son nom du lieu-dit Bélinac situé à moins d'un kilomètre au sud-est. Ce nom rappelle, peut-être, un lieu de culte au dieu celte Belenos.
Haute de près de 3,55 mètres, cette belle dalle de calcaire a la particularité d'être légèrement penchée, de quelques degrés, en direction du sud. Il semble qu'il en fut toujours ainsi.
Jacques-Antoine Delpon rapporte l'existence à une trentaine de mètres d'un autre menhir de plus grande taille encore qui fut abattu par les habitants espérant y trouver un trésor et de cinq autres menhirs sur la commune de Livernon. Il n'en reste aucun vestige visible aujourd'hui.

### Personnalités liées à la commune
- Jacques-Antoine Delpon.
- Emmanuel Delmas (né le 28 décembre 1954), évêque d'Angers depuis 2008. Il a été vicaire paroissial à Gramat (1988-1993), puis vicaire général du diocèse de Cahors avec la cure de Gramat (octobre 2007- été 2008).

### Héraldique
| Blason de Livernon | Blason  | Coupé : parti d'azur à trois étoiles d'or rangées en pal et d'or à trois bandes de gueules ; et d'or à deux lions léopardés de gueules l'un au-dessus de l'autre, à la bordure de sinople chargée de huit besants d'argent. |
| Blason de Livernon | Détails | Le haut de l'écu est aux armes de la famille Ricard de Genouillac, et le bas à celles de la famille de Cazillac. Adopté en 1956.                                                                                            |

#### Site de l'Insee
1. ↑  « La grille communale de densité », sur le site de l'Insee, 28 mai 2024 (consulté le 28 juin 2024).
2. 1 2  Insee, « Métadonnées de la commune de Livernon ».
3. ↑  « Liste des communes composant l'aire d'attraction de Figeac », sur le site de l'Insee (consulté le 28 juin 2024).
4. ↑  Marie-Pierre de Bellefon, Pascal Eusebio, Jocelyn Forest, Olivier Pégaz-Blanc et Raymond Warnod (Insee), « En France, neuf personnes sur dix vivent dans l’aire d’attraction d’une ville », sur le site de l'Insee, 21 octobre 2020 (consulté le 28 juin 2024).
5. ↑  « REV T1 - Ménages fiscaux de l'année 2018 à Livernon » (consulté le 5 février 2022).
6. ↑  « REV T1 - Ménages fiscaux de l'année 2018 dans le Lot » (consulté le 5 février 2022).
7. 1 2  « Emp T1 - Population de 15 à 64 ans par type d'activité en 2018 à Livernon » (consulté le 5 février 2022).
8. ↑  « Emp T1 - Population de 15 à 64 ans par type d'activité en 2018 dans le Lot » (consulté le 5 février 2022).
9. ↑  « Emp T1 - Population de 15 à 64 ans par type d'activité en 2018 dans la France entière » (consulté le 5 février 2022).
10. ↑  « Base des aires d'attraction des villes 2020 », sur site de l'Insee (consulté le 10 avril 2021).
11. ↑  « Emp T5 - Emploi et activité en 2018 à Livernon » (consulté le 5 février 2022).
12. ↑  « ACT T4 - Lieu de travail des actifs de 15 ans ou plus ayant un emploi qui résident dans la commune en 2018 » (consulté le 5 février 2022).
13. ↑  « ACT G2 - Part des moyens de transport utilisés pour se rendre au travail en 2018 » (consulté le 5 février 2022).
14. ↑  « DEN T5 - Nombre d'établissements par secteur d'activité au 31 décembre 2019 à Livernon » (consulté le 14 février 2022).
15. ↑  « DEN T5 - Nombre d'établissements par secteur d'activité au 31 décembre 2019 dans le Lot » (consulté le 14 février 2022).

#### Autres sources
1. ↑  Carte IGN sous Géoportail
2. 1 2  Daniel Joly, Thierry Brossard, Hervé Cardot, Jean Cavailhes, Mohamed Hilal et Pierre Wavresky, « Les types de climats en France, une construction spatiale », Cybergéo, revue européenne de géographie - European Journal of Geography, no 501,‎ 18 juin 2010 (DOI 10.4000/cybergeo.23155, lire en ligne, consulté le 14 novembre 2023)
3. ↑  « Zonages climatiques en France métropolitaine. », sur pluiesextremes.meteo.fr (consulté le 14 novembre 2023).
4. ↑  « Orthodromie entre Livernon et Lunegarde », sur fr.distance.to (consulté le 14 novembre 2023).
5. ↑  « Station Météo-France « Lunegarde » (commune de Lunegarde) - fiche climatologique - période 1991-2020 », sur donneespubliques.meteofrance.fr (consulté le 14 novembre 2023).
6. ↑  « Station Météo-France « Lunegarde » (commune de Lunegarde) - fiche de métadonnées. », sur donneespubliques.meteofrance.fr (consulté le 14 novembre 2023).
7. ↑  « Climadiag Commune : diagnostiquez les enjeux climatiques de votre collectivité. », sur meteofrance.fr, novembre 2022 (consulté le 14 novembre 2023).
8. ↑  « Les espaces protégés. », sur le site de l'INPN (consulté le 10 mai 2022).
9. ↑  « Liste des espaces protégés sur la commune », sur le site de l'inventaire national du patrimoine naturel (consulté le 2 septembre 2021).
10. ↑  « Le parc naturel régional des Causses du Quercy – charte 2012-2024 »(Archive.org • Wikiwix • Archive.is • Google • Que faire ?), sur parc-causses-du-quercy.fr (consulté le 8 mai 2021).
11. ↑  [PDF]« Le parc naturel régional des Causses du Quercy – charte 2012-2024 - le rapport »(Archive.org • Wikiwix • Archive.is • Google • Que faire ?), sur parc-causses-du-quercy.fr (consulté le 8 mai 2021).
12. ↑  « - fiche descriptive », sur le site de l'inventaire national du patrimoine naturel (consulté le 1er septembre 2021).
13. ↑  « le géoparc des Causses du Quercy »(Archive.org • Wikiwix • Archive.is • Google • Que faire ?), sur le site des Géoparks de l'Unesco (consulté le 26 août 2021).
14. ↑  « Géoparc des Causses du Quercy - fiche descriptive », sur le site de l'inventaire national du patrimoine naturel (consulté le 1er septembre 2021).
15. ↑  « Liste des ZNIEFF de la commune de Livernon », sur le site de l'Inventaire national du patrimoine naturel (consulté le 2 septembre 2021).
16. ↑  « ZNIEFF les « bois et pelouses des pech de Ligoussou et des Mayrignacs » - fiche descriptive », sur le site de l'inventaire national du patrimoine naturel (consulté le 2 septembre 2021).
17. ↑  « ZNIEFF le « dolmen de la Pierre Martine » - fiche descriptive », sur le site de l'inventaire national du patrimoine naturel (consulté le 2 septembre 2021).
18. ↑  « ZNIEFF la « grotte de la Fineau » - fiche descriptive », sur le site de l'inventaire national du patrimoine naturel (consulté le 2 septembre 2021).
19. ↑  « ZNIEFF les « landes et pelouses sèches de la Terre » - fiche descriptive », sur le site de l'inventaire national du patrimoine naturel (consulté le 2 septembre 2021).
20. ↑  « CORINE Land Cover (CLC) - Répartition des superficies en 15 postes d'occupation des sols (métropole). », sur le site des données et études statistiques du ministère de la Transition écologique. (consulté le 14 avril 2021).
21. 1 2  « Les risques près de chez moi - commune de Livernon », sur Géorisques (consulté le 17 octobre 2022).
22. ↑  BRGM, « Évaluez simplement et rapidement les risques de votre bien », sur Géorisques (consulté le 13 septembre 2022).
23. ↑  « Dossier départemental des risques majeurs dans le Lot », sur lot.gouv.fr (consulté le 13 septembre 2022).
24. ↑  « Dossier départemental des risques majeurs dans le Lot », sur lot.gouv.fr (consulté le 13 septembre 2022), chapitre Mouvements de terrain.
25. 1 2  « Liste des cavités souterraines localisées sur la commune de Livernon », sur georisques.gouv.fr (consulté le 13 septembre 2022).
26. ↑  « Retrait-gonflement des argiles », sur le site de l'observatoire national des risques naturels (consulté le 13 septembre 2022).
27. ↑  « Dossier départemental des risques majeurs dans le Lot », sur lot.gouv.fr (consulté le 13 septembre 2022), chapitre Risque transport de matières dangereuses.
28. ↑  Gaston Bazalgues, « Les noms des communes du Parc », Les cahiers scientifiques du Parc naturel régional des Causses du Quercy, vol. 1,‎ 2014, p. 115 (lire en ligne)
29. ↑  Gaston Bazalgues, À la découverte des noms de lieux du Quercy : Toponymie lotoise, Gourdon, Éditions de la Bouriane et du Quercy, juin 2002, 127 p. (ISBN 2-910540-16-2), p. 115
30. 1 2  Laurence Vigier-Najm, « Le soleil est entré dans l'église de Livernon », Dire Lot, Mediapress, no 183,‎ octobre 2009, p. 20-22 (ISSN 0988-9795)
31. ↑  « Les maires de Livernon », sur Site francegenweb, 19 février 2011 (consulté le 22 octobre 2017).
32. ↑  L'organisation du recensement, sur insee.fr.
33. ↑  Calendrier départemental des recensements, sur insee.fr.
34. ↑  Des villages de Cassini aux communes d'aujourd'hui sur le site de l'École des hautes études en sciences sociales.
35. ↑  Fiches Insee - Populations de référence de la commune pour les années 2006, 2007, 2008, 2009, 2010, 2011, 2012, 2013, 2014, 2015, 2016, 2017, 2018, 2019, 2020, 2021 et 2022.
36. ↑  « Entreprises à Livernon », sur entreprises.lefigaro.fr (consulté le 14 février 2022).
37. ↑  « Les régions agricoles (RA), petites régions agricoles(PRA) - Année de référence : 2017 », sur agreste.agriculture.gouv.fr (consulté le 14 février 2022).
38. ↑  Présentation des premiers résultats du recensement agricole 2020, Ministère de l’agriculture et de l’alimentation, 10 décembre 2021
39. 1 2  « Fiche de recensement agricole - Exploitations ayant leur siège dans la commune de Livernon - Données générales », sur recensement-agricole.agriculture.gouv.fr (consulté le 14 février 2022).
40. ↑  « Fiche de recensement agricole - Exploitations ayant leur siège dans le département du Lot » (consulté le 14 février 2022).
41. 1 2 3  « Église Saint-Rémy-et-Saint-Namphaise », notice no PA00095144, sur la plateforme ouverte du patrimoine, base Mérimée, ministère français de la Culture.
42. ↑  « 46176 Livernon (Lot) », sur armorialdefrance.fr (consulté le 20 juillet 2022).